# Herrschaft Winneburg und Beilstein

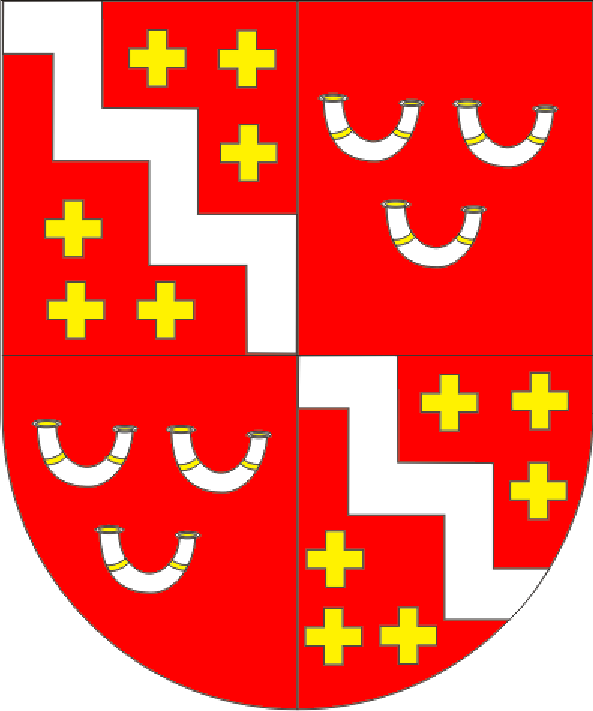
Wappen 1,4: Winneburg; 2,3: Braunshorn-Beilstein

Die Herrschaft Winneburg, seit 1362 Winneburg-Beilstein, war ein Territorium des Heiligen Römischen Reiches.

## Geschichte
Mittelpunkt der Herrschaft war die zu Beginn des 14. Jahrhunderts errichtete Winneburg bei Cochem an der Mosel. Inhaber der Herrschaft war zunächst die Adelsfamilie von Winneburg. Diese erbte 1362 in Nachfolge der von Braunshorn auch die Herrschaft Beilstein mit der Burg Beilstein. Der Besitz war zeitweise an Kurpfalz und Kurtrier verpfändet und musste als Lehen empfangen werden. Über den Besitz der Herrschaft kam es 1488 zum Beilsteinerkrieg. Cuno III. von Winneburg-Beilstein und Kurfürst Philipp von der Pfalz kämpften gegen Kurtrier. Kurtrier setzte sich durch und Johann II. von Baden entzog 1488 Cuno III. von Winneburg-Beilstein das Lehen. Erst 1503 wurde es erneut an Cuno vergeben. Nach dem Aussterben der Familie von Winneburg zog Kurtrier 1637 die Herrschaften Winneburg und Beilstein ein. Im Jahr 1652 wurden sie als Lehen an die Familie der Freiherren von Metternich vergeben. Damals umfasste die Herrschaft 17 Dörfer. Im Jahr 1679 wurden die Freiherren von Metternich aus der Winneburg-Beilsteiner Linie in den Reichsgrafenstand erhoben. Sie nannten sich seither Metternich-Winneburg und Beilstein. Den größten Teil der Herrschaft – das Dreiherrische auf dem Hunsrück – besaßen sie bis 1780 als Kondominium mit Kurtrier und den Grafen von Sponheim.
Die Herrschaft Winneburg-Beilstein gehörte dem Niederrheinisch-Westfälischen Reichskreis und ihre Inhaber dem Niederrheinisch-Westfälischen Reichsgrafenkollegium an. Die Herrschaft Winneburg-Beilstein umfasste drei Quadratmeilen und hatte etwa 6500 Einwohner.
Im Verlauf der französischen Revolution wurde die Herrschaft im Ersten Koalitionskrieg von Frankreich besetzt und fiel 1801 im Frieden von Lunéville mit dem Linken Rheinufer an Frankreich. Im Jahr 1815 mit dem Wiener Kongress fiel das Gebiet an Preußen. Letzter Herr der mediatisierten Herrschaft war Fürst Klemens Wenzel Lothar von Metternich.